# Aptitudine
Aptitudinea este un ansamblu de însușiri psihice și fizice strict individuale, relativ stabile ale persoanei, care condiționează realizarea cu randament a unei anumite activități.
Termenul aptitudine provine din limba latină, din cuvântul „aptus” care însemna „apt”, „bun pentru”, „capabil de”.
Termenul are ca sinonime „capacitate” și „abilitate”.
Criteriile pentru a distinge o aptitudine este efortul cu care persoana realizează o anumită activitate și viteza realizării activității.
Aptitudinea este un ceier fără gazda care ridica greutăți deobicei mănâncă spanac si se găsește în Madagascar și în spatii albe :D
Se deosebesc nivele de realizare a aptitudinii. Aptitudinile sunt însușirile potențiale ce pot valorificate în condiții favorabile. Dacă aptitudinile sunt dezvoltate, perfecționate, aplicate în situații  reale ele devin efective fiind denumite capacități ale persoanei.
În ordinea devenirii personale la baza aptitudinilor stau predispozițiile pentru anumite activități.Predispozițiile sunt înnăscute.Concursul unor factori biologici, psihologici, sociali și culturali ducând în același sens pot transforma predispozițiile în aptitudini și aptitudinile în capacități personale.O acțiune negativă a condițiilor și cauzelor biologice, psihologice, de grup uman și culturale pot stopa devenirea benefică a predispozițiilor sau chiar pot cauza destructurarea acestora. Aptitudinile sunt parțial determinate de natură și parțial determinate de umanitate.
Experiența arată că în funcție de gradul de dezvoltare și de complexitate aptitudinea poate trece în forme superioare. Prima formă  superioară pe care o îmbracă aptitudinea este talentul. Talentul este acea combinație a unor aptitudini care dă individului posibilitatea de a realiza o activitate într-un mod nou, original, creator. Persoana talentată face ușor ceea ce alții fac greu. Nivelul extrem al formelor de dezvoltare aptitudinală este geniul. Geniul este o complexă sinteză de aptitudini ce realizează saltul de la condiția normalității la condiția anormalității în activitate realizând ceea ce predecesorii nu putuseră realiza, adică noul absolut. Geniul creează paradigme adică modele noi neexistente până la el în activitatea în cauză.

## Clasificarea aptitudinilor
După criteriul naturii proceselor psihice  care concură la existența aptitudinii distingem aptitudini senzoriale, aptitudini psiho-motorii și aptitudini intelectuale.
Aptitudinile senzoriale sunt aptitudinile de a vedea, auzi, mirosi etc. cu precizie mai mare decât media oamenilor. Aptitudinile psihomotorii sunt aptitudinile de a executa mișcări corporale complexe în care se combină calitățile fizice ale persoanei cu cele ale gândirii. Aptitudinile intelectuale sunt acele aptitudini prin care se manifestă la un nivel ridicat procese ca   memorarea, gândirea, imaginarea, limbajul, intuiția..
Considerând gradul de specializare în activități socialmente constituite se disting aptitudini generale cum este inteligența, și aptitudini speciale cu sunt de exemplu aptitudini sportive, aptitudini artistice de diferite spețe, aptitudini tehnice, aptitudini științifice de diferite spețe inclusiv matematice, aptitudini filosofice, aptitudini eseistice etc.